# Journée de l'espéranto

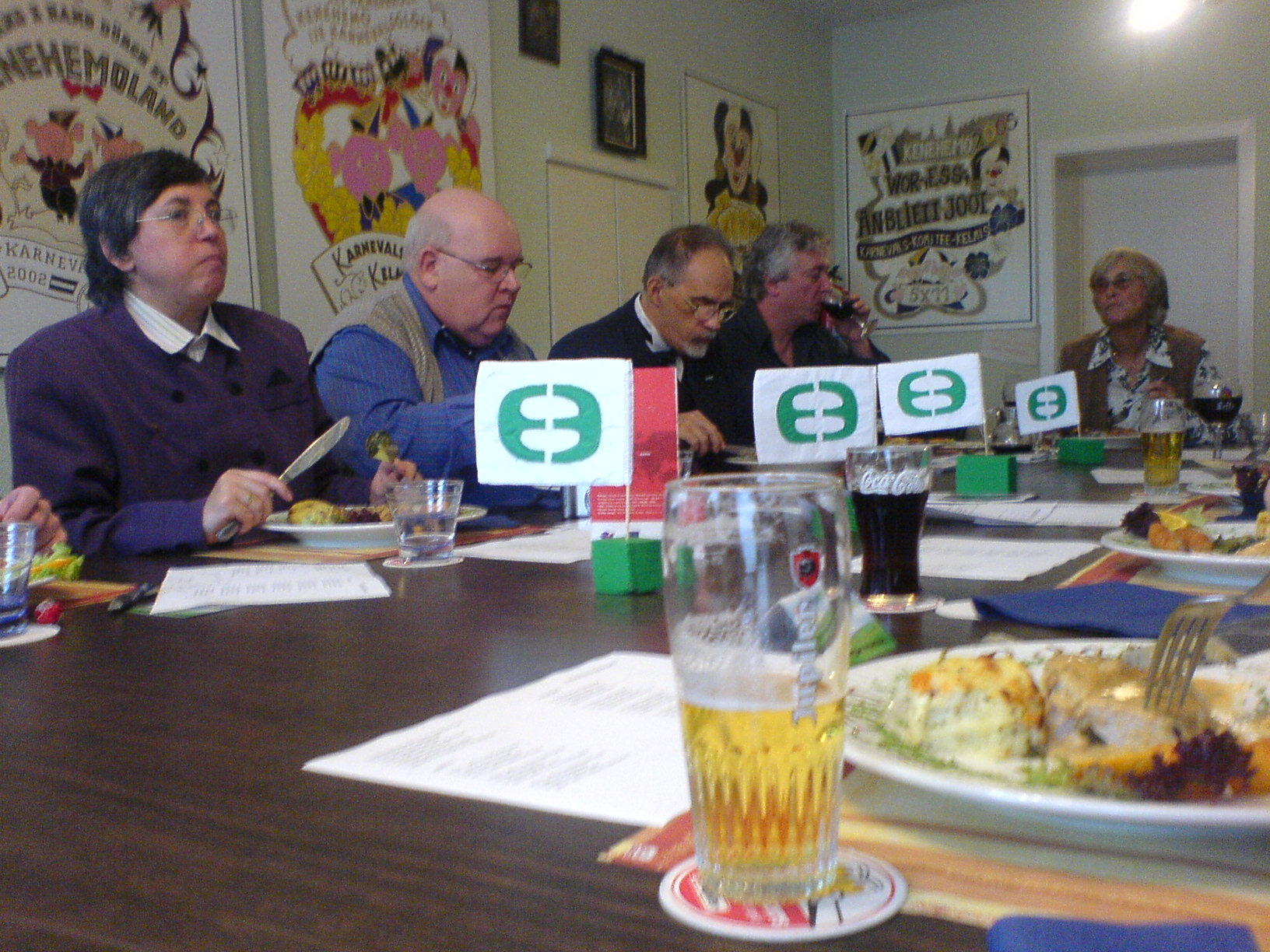
Réunion pour le Jour de Zamenhof à La Calamine (dans l’ancien Moresnet-Neutre), en 2008.

La journée de l'espéranto, aussi appelée fête de l'espéranto, fête de Zamenhof, jour de Zamenhof ou journée du livre en espéranto, est célébrée le 15 décembre. Elle commémore la naissance de Louis-Lazare Zamenhof (initiateur de l'espéranto) le 15 décembre 1859 et la présentation de l'ébauche de la langue à ses camarades de classe le 15 décembre 1878 qui aboutit à la publication de l'ouvrage Langue Internationale, le 26 juillet 1887.

## Origine
L’origine de cette fête date des années 1920, lorsque sur proposition d’intellectuels et d'actifs (notamment Julio Baghy et  Nikolaï Vladimirovitch Nékrassov), le 15 décembre, jour anniversaire de la naissance de Zamenhof a été choisi comme jour de fête de l'espéranto.
Cette pratique provient sans doute du fait que le jour de ses 19 ans, Zamenhof a présenté à ses amis les ébauches de ce qui devint l’espéranto.
De nos jours, cette date est commémorée par l’organisation de divers événements festifs (concerts, spectacles, ou repas entre espérantophones).
Il est également coutume pour de nombreux espérantophones d’acheter un nouveau livre écrit en espéranto ou d’échanger des cadeaux de toutes sortes, comme des livres en espéranto.

## 15 décembre 2009
Le 15 décembre 2009, 150e anniversaire de la naissance de Louis-Lazare Zamenhof, a été l'objet de nombreux événements dans le monde, dont trois au moins ont eu une importance spécifique.
À Białystok, la municipalité a inauguré le centre culturel Ludwik Zamenhof qui avait en fait ouvert ses portes le 21 juillet 2009 à l'occasion du 94e congrès mondial d'espéranto.
À New York s'est tenu un symposium en hommage à Zamenhof avec des conférences d'Arika Okrent, Humphrey Tonkin et plusieurs autres professeurs.
Enfin, l'un des événements les plus remarqués a été l'affichage par le moteur de recherche Google d'un logo spécial (un Doodle) en hommage à l'initiateur de l'espéranto. Cet événement a généré plus de deux millions de visites rien que sur les articles de Wikipédia relatifs à l’espéranto ou à Zamenhof et un pic d'inscription aux cours d'espéranto, notamment pour les cours en ligne.